# Sedlečko (Šemnice)

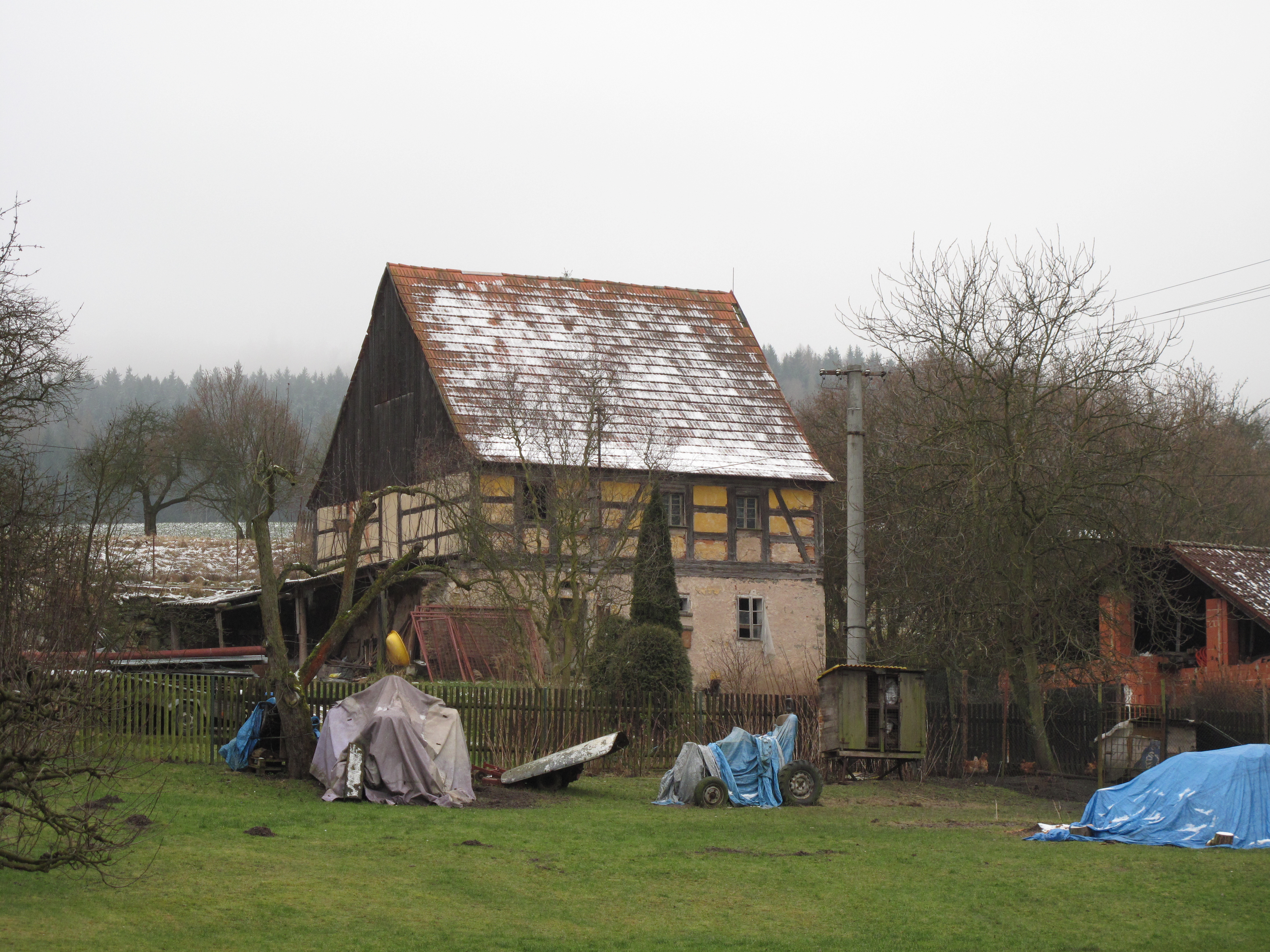
Fachwerkhaus

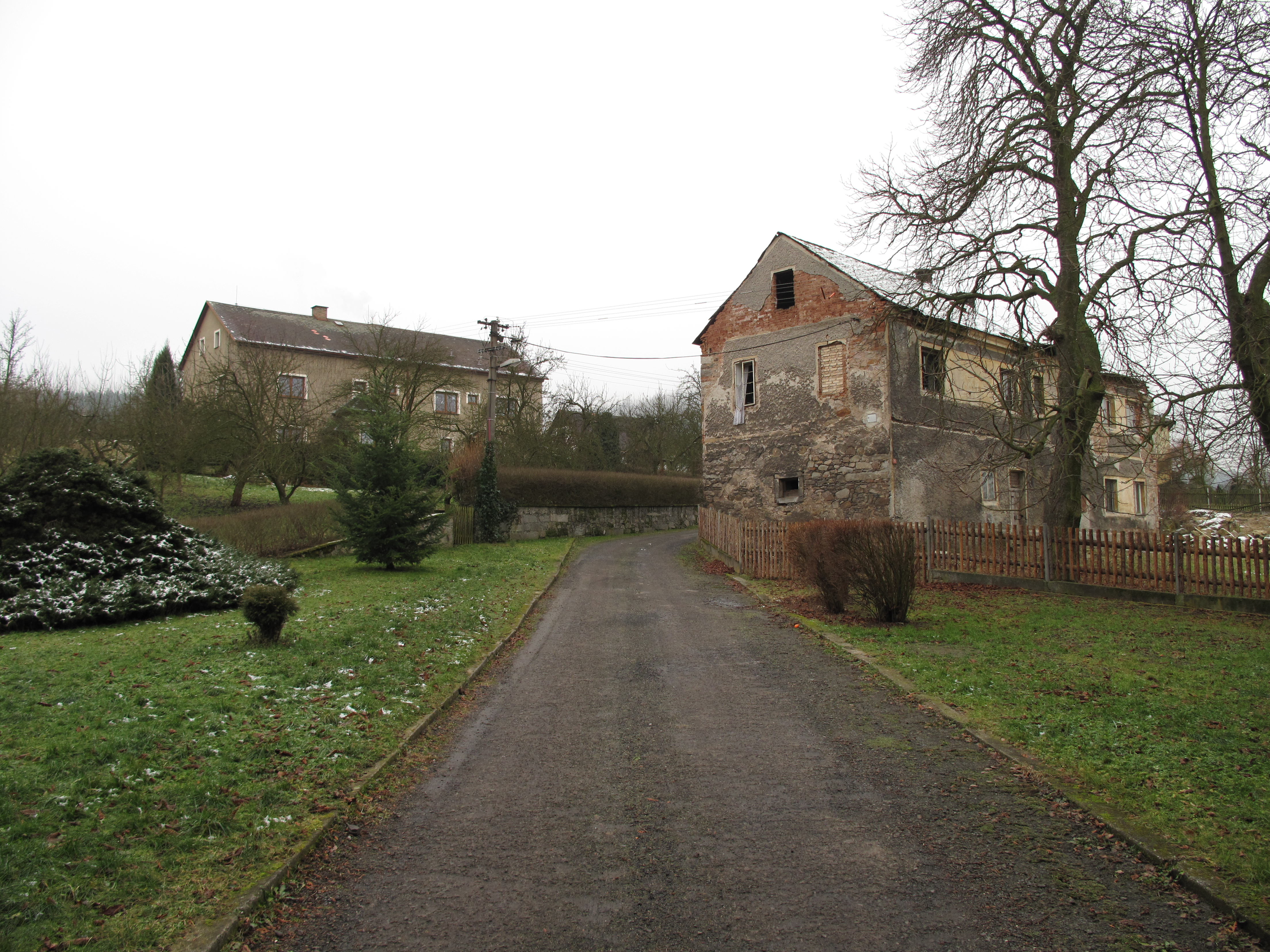
Ortsansicht

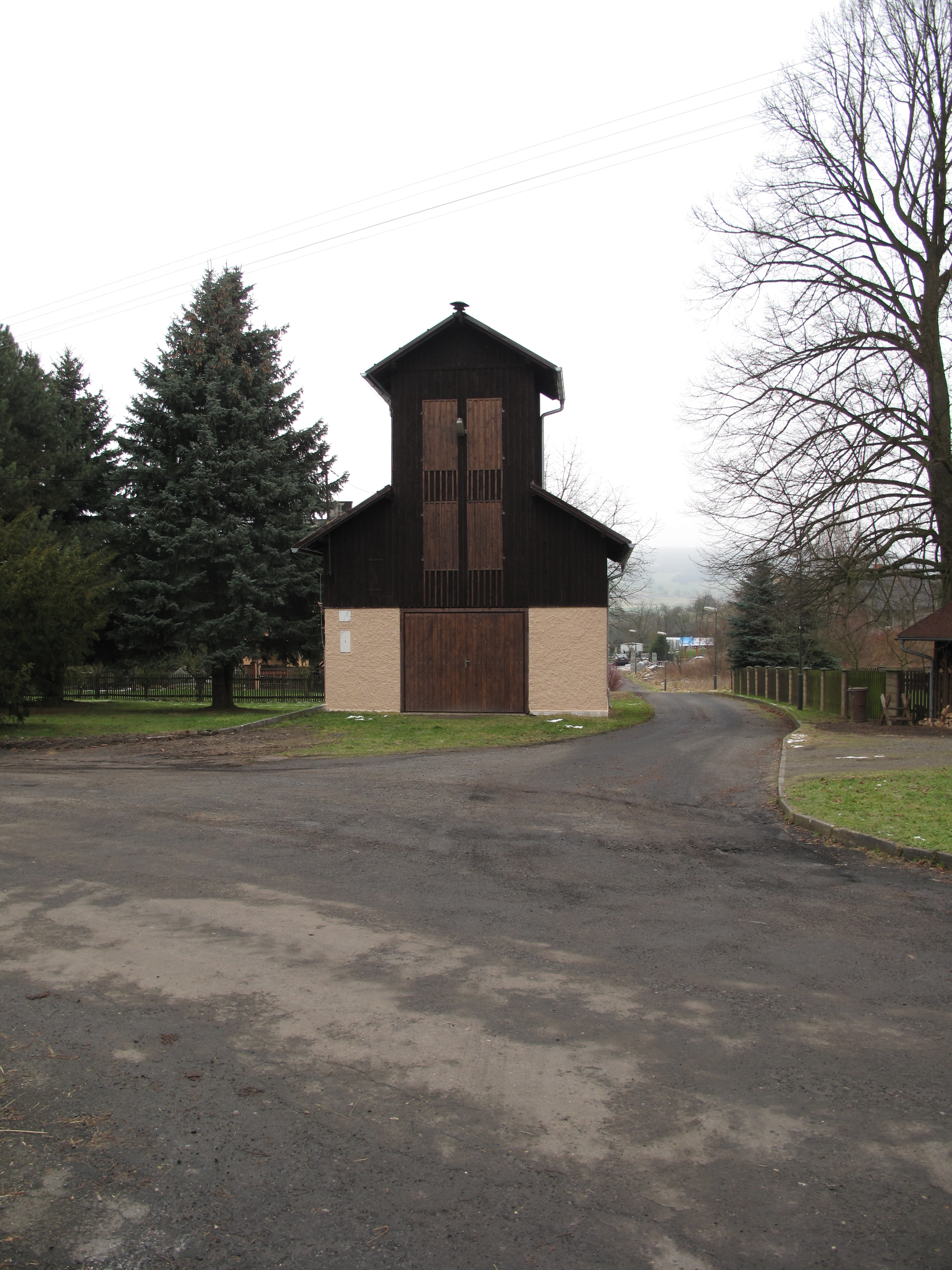
Spritzenhaus

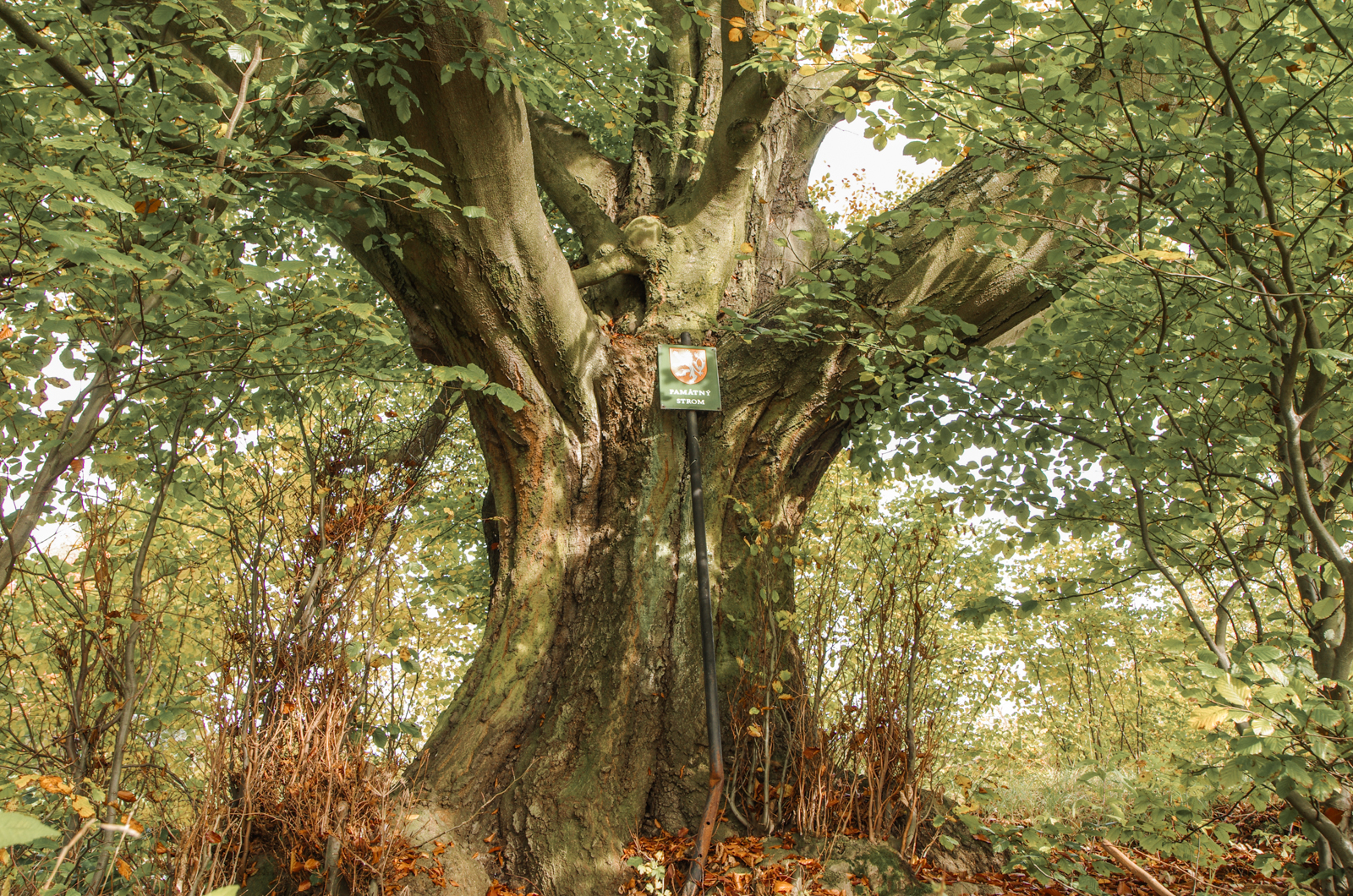
Geschützte Rotbuche

Sedlečko (deutsch Satteles) ist ein Ortsteil der Gemeinde Šemnice in Tschechien. Er liegt sechs Kilometer östlich von Karlovy Vary und gehört zum Okres Karlovy Vary.

## Geographie
Sedlečko befindet sich rechtsseitig über dem Egertal auf einer Hochfläche in der Karlovarská vrchovina. Westlich und nördlich verläuft die Staatsstraße II/222 zwischen Karlovy Vary und Kyselka durch das Egertal. Das Dorf liegt am Rande des Landschaftsschutzgebietes CHKO Slavkovský les. Nordöstlich erheben sich der Na Pastvinách (516 m. n.m.) und der Na Klobouku (604 m. n.m.), im Südosten die Šemnická skála (Schömitzstein; 645 m. n.m.), südlich der Kamenný vrch (628 m. n.m.) und der Travný vrch (Grasberg; 694 m. n.m.), im Südwesten der Bukový vrch (Hillberg; 700 m. n.m.) sowie nordwestlich die Tokaniště (482 m. n.m.). 
Nachbarorte sind Bor (Haid) und Pulovice (Pullwitz) im Norden, Nová Kyselka (Rittersgrün), U mostu (Egerbrück) und Na Valově im Nordosten, Šemnice (Schömitz) im Osten, Činov (Schönau) und Štichlův Mlýn (Stichlmühl) im Südosten, Andělská Hora (Engelhaus) im Süden, Olšová Vrata (Espenthor), Vratské Údolí (Morgenstern) und Hůrky (Berghäuser) im Südwesten, Hubertus, Drahovice (Drahowitz) und Všeborovice (Schobrowitz) im Westen sowie Vysoká (Hohendorf), Sedmidomky und Lesov (Lessau) im Nordwesten.

## Geschichte
Seit dem Beginn des 13. Jahrhunderts gehörte die Gegend um Schömitz zu den Besitzungen des Zisterzienserklosters Ossegg. 1434 entzog König Sigismund das Gebiet dem Kloster und verpfändete es zusammen mit den Herrschaften Elbogen, Engelsburg und Schlackenwerth seinem Kanzler Kaspar Schlick, der es der Herrschaft Engelsburg zuschlug. Die erste schriftliche Erwähnung von Sedlečko erfolgte im Jahre 1465. Das Dorf ist als Rundling angelegt. Nach dem Dreißigjährigen Krieg wurde die Herrschaft Engelsburg als konfiszierter Besitz des Leonhard Colonna von Fels 1622 an Hermann Czernin von Chudenitz verkauft. In dieser Zeit wurde Engelsburg an die Herrschaft Gießhübel angeschlossen. 1829 trat Johann Anton Hladik die Herrschaft Gießhübel gemeinschaftlich seiner Tochter Antonia und dem Schwiegersohn Wilhelm von Neuberg ab.
Im Jahre 1845 bestand das im Elbogener Kreis gelegene Dorf Satteles aus 18 Häusern mit 104 deutschsprachigen Einwohnern. Unweit des Ortes gab es einen herrschaftlichen Kalksteinbruch und einen Kalkofen. Pfarrort war Haid. Bis zur Mitte des 19. Jahrhunderts blieb Satteles der Herrschaft Gießhübel untertänig.
Nach der Aufhebung der Patrimonialherrschaften bildete Satteles ab 1849 eine Gemeinde im Gerichtsbezirk Karlsbad. Ab 1868 gehörte Satteles zum Bezirk Karlsbad. Im Jahre 1869 bestand das Dorf aus 21 Häusern und hatte 142 Einwohner. Im Jahre 1900 hatte Satteles 218 Einwohner, 1910 waren es 264. Nach dem Ersten Weltkrieg zerfiel der Vielvölkerstaat Österreich-Ungarn, die Gemeinde wurde 1918 Teil der neu gebildeten Tschechoslowakischen Republik. Beim Zensus von 1921 lebten in den 31 Häusern von Satteles 219 Deutsche. Der tschechische Name Sedlečko wurde 1924 eingeführt. 1930 bestand das Dorf aus 34 Häusern und hatte 228 Einwohner. Nach dem Münchner Abkommen wurde Satteles 1938 dem Deutschen Reich zugeschlagen und gehörte bis 1945 zum Landkreis Karlsbad. Im Jahre 1939 hatte die Gemeinde 229 Einwohner. Nach dem Ende des Zweiten Weltkrieges kam Sedlečko zur wiedererrichteten Tschechoslowakei zurück. Nach der Aussiedlung der deutschen Bewohner wurde das Dorf mit Tschechen wiederbesiedelt. Zwischen 1946 und 1960 gehörte Sedlečko zum Okres Karlovy Vary-okolí. 1950 lebten in den 44 Häusern von Sedlečko nur noch 100 Personen. Im selben Jahr erfolgte die Eingemeindung nach Šemnice. Im Zuge der Gemeindegebietsreform von 1960 wurde das Dorf dem Okres Karlovy Vary zugeordnet. Seit den 1960er Jahren entstanden einige Wohnblöcke. Beim Zensus von 1991 bestand Sedlečko aus 38 Häusern und hatte 205 Einwohner. Im Jahre 2001 lebten in den 51 Häusern des Ortsteils 249 Personen. Sedlečko ist sowohl nach Fläche als Einwohnerzahl der größte Ortsteil der Gemeinde Šemnice.

## Ortsgliederung
Zum Ortsteil Sedlečko gehören die Ansiedlung Muzikov (Musikau) und einige Häuser von U mostu (Egerbrück).
Sedlečko bildet den Katastralbezirk Sedlečko u Karlových Var.

## Sehenswürdigkeiten
- Buky u Sedlečka: mächtige Rotbuche auf einem Wall neben einem Teich, südwestlich des Dorfes. Der niedrigstämmige Baum mit einem Stammumfang von 5,56 m verzweigt sich bereits in zwei Meter Höhe. Die ovale Krone erreicht eine Breite von 25 m und eine Höhe von 26 m. Bis 2008 wuchs auf der anderen Seite des Teiches eine ähnliche Buche; sie brach während einem Sturm auseinander. Beide Buchen wurden 1996 als Baumdenkmale unter Schutz gestellt.
- Šemnická skála (Hermannstein), südöstlich des Dorfes
- Naturreservat Hloubek, Hang über der Mündung des gleichnamigen Baches in die Eger

## Ehemalige Bauwerke
- Kapelle auf dem Dorfplatz, das neogotische Bauwerk aus dem 19. Jahrhundert hatte einen rechteckigen Grundriss von 4 × 5 m sowie eine Apsis. Sie wurde in der zweiten Hälfte des 20. Jahrhunderts abgebrochen.[5]